# Otacilia bifida
Espèce
Synonymes
- Phrurolithus bifidus Yin, Ubick, Bao & Xu, 2004

Otacilia bifida est une espèce d'araignées aranéomorphes de la famille des Phrurolithidae.

## Distribution
Cette espèce est endémique du Yunnan en Chine,. Elle se rencontre vers Baoshan.

## Description
Le mâle holotype mesure 3,90 mm et la femelle paratype 4,10 mm.

## Publication originale
- Yin, Ubick, Bao & Xu, 2004 : Three new species of the spider genus Phrurolithus from China (Araneae, Corinnidae). Journal of Arachnology, vol. 32, no 2, p. 270-275 (texte intégral).